# Declaración de Casablanca
La Declaración de Casablanca es un documento internacional firmado el 3 de marzo de 2023 en Casablanca (Marruecos), por cien expertos de 75 nacionalidades, incluyendo juristas, médicos, psicólogos y filósofos, que aboga por la abolición universal de la gestación subrogada. Los firmantes sostienen que esta práctica viola la dignidad humana y contribuye a la mercantilización de mujeres y niños. Su portavoz es la militante feminista francoestadounidense Olivia Maurel, nacida por maternidad subrogada.

## Historia

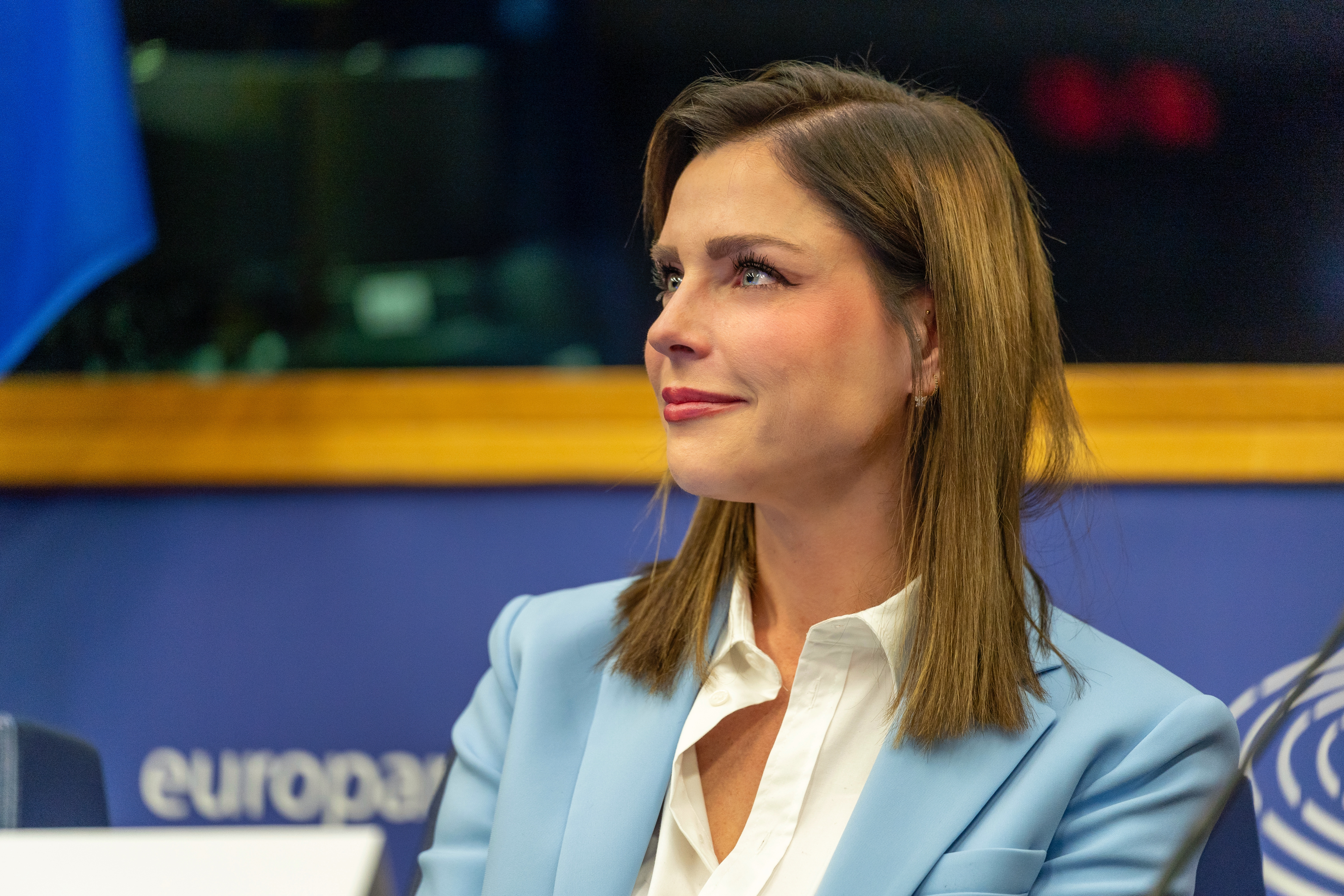
Olivia Maurel, portavoz de la Declaración de Casablanca.

El grupo de expertos reunido en Casablanca, concluyó tras meses de trabajos, que la naturaleza transnacional de la maternidad subrogada exige una respuesta coordinada a nivel mundial. La prohibición global es imperativa, ya que, si bien solo un número reducido de naciones —aproximadamente quince en el momento de la firma de la Declaración— la permiten legalmente, las agencias y clínicas especializadas en esta práctica operan en un mercado internacional, utilizando plataformas digitales y otros medios publicitarios para captar clientes de diversas partes del mundo.
Por ello resulta fundamental establecer una cooperación internacional para alcanzar un acuerdo universal, implementando leyes penales que erradiquen estas prácticas y protejan a mujeres y niños de la explotación en el mercado global de la gestación subrogada. A través de la Declaración de Casablanca, especialistas de distintas nacionalidades han instado a los gobiernos a tomar medidas para combatir esta práctica en sus territorios y a comprometerse con un convenio internacional que conduzca a su abolición a escala mundial.

## Medidas recomendadas
La declaración insta a los Estados a prohibir la gestación subrogada en todas sus formas, ya sea remunerada o altruista, y a implementar diversas medidas entre las que se encuentran:
- Negar validez jurídica a los contratos de gestación subrogada.
- Sancionar a intermediarios que faciliten estas prácticas.
- Perseguir judicialmente a quienes recurran a la gestación subrogada, tanto en su territorio como en el extranjero.

Además, la declaración propone la creación de un tratado internacional que prohíba globalmente la gestación subrogada. El texto completo de la declaración está disponible en su sitio web oficial.